# Stella Stevens
Stella Stevens (Yazoo City, 1938. október 1. – Los Angeles, 2023. február 17.) Golden Globe-díjas amerikai színésznő.

## Élete
1954-ben, 16 évesen, feleségül ment Noble Herman Stephenshez. 1957-ben elváltak. 1983-tól Bob Kulick volt az élettársa.

## Filmjei
| Eredeti cím                               | Év          | Szerep                       | Magyar cím                                                |
| ----------------------------------------- | ----------- | ---------------------------- | --------------------------------------------------------- |
| Say One for Me                            | 1959        | Chorine                      |                                                           |
| The Blue Angel                            | 1959        | Chorus Girl                  |                                                           |
| Li'l Abner                                | 1959        | Appassionata Von Climax      |                                                           |
| Man-Trap                                  | 1961        | Nina Jameson                 |                                                           |
| Too Late Blues                            | 1961        | Jess Polanski                |                                                           |
| Girls! Girls! Girls!                      | 1962        | Robin Gantner                | A lányok angyalok                                         |
| The Courtship of Eddie's Father           | 1963        | Dollye Daly                  | Eddie apja udvarol                                        |
| The Nutty Professor                       | 1963        | Stella Purdy                 | Dilidoki                                                  |
| Advance to the Rear                       | 1964        | Martha Lou Williams          |                                                           |
| Synanon                                   | 1965        | Joaney Adamic                |                                                           |
| The Secret of My Success                  | 1966        | Violet Lawson                | Sikerem titka                                             |
| The Silencers                             | 1966        | Gail Hendricks               | A leépített ügynök                                        |
| Rage                                      | 1966        | Perla                        |                                                           |
| How to Save a Marriage and Ruin Your Life | 1968        | Carol Corman                 |                                                           |
| Sol Madrid                                | 1968        | Stacey Woodward              |                                                           |
| Where Angels Go, Trouble Follows          | 1968        | Sister George                |                                                           |
| The Mad Room                              | 1969        | Ellen Hardy                  |                                                           |
| The Ballad of Cable Hogue                 | 1970        | Hildy                        | A pap, a kurtizán és a magányos hős                       |
| A Town Called Bastard                     | 1971        | Alvira                       | A pokol városa                                            |
| Stand Up and Be Counted                   | 1972        | Yvonne Kellerman             |                                                           |
| Slaughter                                 | 1972        | Ann                          |                                                           |
| The Poseidon Adventure                    | 1972        | Linda Rogo                   | Poszeidon katasztrófa                                     |
| Arnold                                    | 1973        | Karen                        |                                                           |
| The Day the Earth Moved                   | 1974        | Kate Barker                  |                                                           |
| Las Vegas Lady                            | 1975        | Lucky                        |                                                           |
| Cleopatra Jones and the Casino of Gold    | 1975        | Bianca Javin / Dragon Lady   | Cleopatra Jones és az aranykaszinó                        |
| Nickelodeon                               | 1976        | Screen Queen                 | Az ötcentes mozi                                          |
| Mister Deathman                           | 1977        | Liz                          |                                                           |
| The Manitou                               | 1978        | Amelia Crusoe                | Indián démon                                              |
| Wacko                                     | 1982        | Mrs. Doctor Graves           | Fűnyíró és Halloween, avagy tudom kit vágtál tavaly lábon |
| Ladies Night                              | 1983        | Shelly                       |                                                           |
| Chained Heat                              | 1983        | Captain Taylor               |                                                           |
| The Longshot                              | 1986        | Nicki Dixon                  | Dollárgalopp                                              |
| Monster in the Closet                     | 1986        | Margo                        |                                                           |
| Down the Drain                            | 1990        | Sophia                       |                                                           |
| The Terror Within II                      | 1991        | Kara                         |                                                           |
| Last Call                                 | 1991        | Betty                        |                                                           |
| Mom                                       | 1991        | Beverly Hills                |                                                           |
| The Nutt House                            | 1992        | Mrs. Robinson                | Hülyébbnél is hülyébb                                     |
| Exiled in America                         | 1992        | Sonny Moore                  | Szökésben                                                 |
| South Beach                               | 1992        | Nancy                        | Éjféli hívás                                              |
| Little Devils: The Birth                  | 1993        | Mrs. Clara Madison           |                                                           |
| Eye of the Stranger                       | 1993        | Doc                          | Az idegen tekintete                                       |
| Hard Drive                                | 1994        | Susan                        | Kemény menet                                              |
| Point of Seduction: Body Chemistry III    | 1994, Video | Frannie Sibley               |                                                           |
| Molly & Gina                              | 1994        | Mrs. Sweeny                  |                                                           |
| Illicit Dreams                            | 1995        | Cicily                       | Bűnös álmok                                               |
| The Granny                                | 1995, Video | Granny                       |                                                           |
| Body Chemistry 4: Full Exposure           | 1995, Video | Fran Sibley                  |                                                           |
| Star Hunter                               | 1995, Video | Mrs. March                   |                                                           |
| Virtual Combat                            | 1996, Video | Mary                         | Élő robotok                                               |
| Invisible Mom                             | 1996, Video | Mrs. Herbert Pringle         |                                                           |
| Bikini Hotel                              | 1997        | Gail Regent                  |                                                           |
| Size 'Em Up                               | 2001        |                              |                                                           |
| The Long Ride Home                        | 2003        | Fiona Champyon               |                                                           |
| Blessed                                   | 2004        | Betty                        | Gyilkos áldás                                             |
| Glass Trap                                | 2005        | Joan Highsmith               | Üvegcsapda                                                |
| Hell to Pay                               | 2005        | Mary Potter                  |                                                           |
| Popstar                                   | 2005        | Henrietta                    | Popsztár                                                  |
| Megaconda                                 | 2010        | Mary Jane, (final film role) |                                                           |

## Fordítás
- Ez a szócikk részben vagy egészben  a   Stella Stevens című angol Wikipédia-szócikk fordításán alapul.  Az eredeti cikk szerkesztőit annak laptörténete sorolja fel. Ez a jelzés csupán a megfogalmazás eredetét és a szerzői jogokat jelzi, nem szolgál a cikkben szereplő információk forrásmegjelöléseként.